# アル・デービス
アレン・R・デービス（Allen R. Davis、1929年7月4日 - 2011年10月8日）は、アメリカ合衆国マサチューセッツ州ブロックトン出身のアメリカンフットボール元コーチ、元エグゼクティブ。
1972年から亡くなる2011年までNFLのオークランド・レイダース（現、ラスベガス・レイダース）のオーナーやゼネラルマネジャーを務めた。
デービスのモットーは「Just win, baby」で、口癖のように度々発していた。デービスの元でレイダースは、現在までNFLの中で最も成功した人気チームのひとつとなった。第11回スーパーボウル、第15回スーパーボウル、第18回スーパーボウルと3回のスーパーボウルを制し、自身は1992年にプロフットボール殿堂入りを果たしている。
デービスは公民権に積極的で、レイダースが黒人と白人のプレーヤーが別々のホテルに滞在しなければならない都市でプレーすることを拒否した。また、NFLで初めてアフリカ系アメリカ人のヘッドコーチ（アート・シェル）と女性の最高経営責任者（エイミー・トラスク）を雇ったオーナーになった。 他にも、ヒスパニック系ヘッドコーチを雇用した2番目のオーナーでもある。NFL史上唯一となる、アシスタントコーチ、ヘッドコーチ、ゼネラルマネージャー、コミッショナー、オーナーを経験した人物となる。